# Min Kyung-Gab
Min Kyung-Gab (Corea del Sur, 27 de agosto de 1970) es un deportista surcoreano retirado especialista en lucha grecorromana donde llegó a ser medallista de bronce olímpico en Barcelona 1992.

## Carrera deportiva
En los Juegos Olímpicos de 1992 celebrados en Barcelona ganó la medalla de bronce en lucha grecorromana de pesos de hasta 52 kg, tras el luchador noruego Jon Rønningen (oro) y Alfred Ter-Mkrtychyan del Equipo Unificado (plata).